# Centronics
A Centronics Data Computer Corporation foi uma fabricante pioneira de impressoras estadunidense, agora somente lembrada pela interface paralela que leva seu nome.